# Cataroise
La cataroise est un vin de liqueur élaboré dans la région de Béziers. C'est un très vieux produit biterrois, un apéritif qui s'élaborait de façon traditionnelle dans toutes les familles de vignerons.

## Synonymes
On l'a appelé aussi « carthagène », au début du XXe siècle mais sous ce vocable, se faisait alors n'importe quoi et c'était, le plus souvent, plus des « brûle-gueules », ou encore Picardan Doux et parfois, « Vin de Pies », car les femmes la dégustaient souvent l'après-midi entre elles et les hommes disaient que « cela déliait les langues des femmes ».

## Élaboration
La cataroise de Béziers s'élabore de façon naturelle sans aucune adjonction de produits quels qu'ils soient. Le jus de raisin frais (moût) tout juste en départ de fermentation, de l'eau-de-vie (alcool de raisin), de nombreuses années de vieillissement en fûts. Sa préparation s'effectue au moment des vendanges. Elle se conserve remarquablement.

## Usage
Traditionnellement, c'est une boisson de dessert ou un apéritif qui se boit très frais, voire glacé. Elle accompagne les bons melons, s'associe au foie gras et aux grandes cuisines, au roquefort, aux gâteaux...

## Agrément syndical
Le nom de « cataroise » est délivré par le Syndicat des Producteurs de la Cataroise de Béziers, qui en garantit sa qualité et son naturel. Toute cataroise a fait l'objet d'une dégustation afin d'obtenir son agrément.